# Helena Willisová
Helena Willisová, celým jménem a v nepřechýlené formě Helena Elsa Margareta Willis (* 16. dubna 1964 Stockholm), je švédská ilustrátorka a autorka dětských knih.

## Tvorba
Helena Willisová ilustruje dětské knihy od roku 1991. Zpočátku ilustrovala knihy autorů Mikaela Engströma, Ulfa Eskilssona, Hanne Simonsenové, Aniky Forsbergové,  Bengt-Åke Craseho a dalších. Dále ilustrovala učebnice pro děti a její kresby byly uveřejňovány v dětském časopise Kamratposten.
Největší úspěch v mezinárodním měřítku zaznamenala Helena Willis ilustracemi dětských knih ze série Detektivní kancelář Lasse & Maja, kde autorem textu je švédský spisovatel Martin Widmark. První tituly této série začaly vycházet ve Švédsku v roce 2002. Knihy jsou přeloženy do 30 jazyků. Prodávají se například ve Velké Británii, v Německu, v Polsku, na Slovensku, ve Francii, v Číně atd. V roce 2014 byly uvedeny na trh ve Spojených státech.
Některé tituly z rozsáhlé série Detektivní kancelář Lasse & Maja byly přeloženy i do češtiny:
- Záhada v hotelu (Hotellmysteriet), vyd. Egmont, Praha, 2012, přeložil David Hadroušek
- Záhada v cirkuse (Cirkusmysteriet), vyd. Egmont, Praha, 2012, přeložil David Hadroušek
- Záhada ukradených diamantů (Diamantmysteriet), vyd. Egmont, Praha, 2012, přeložil David Hadroušek
- Záhada v kavárně (Cafémysteriet), vyd. Egmont, Praha, 2012, přeložil David Hadroušek
- Záhada oživlé mumie (Mumiemysteriet), vyd. Egmont, Praha, 2013, přeložil David Hadroušek
- Záhada v kině (Biografmysteriet), vyd. Egmont, Praha, 2013, přeložil David Hadroušek
- Záhada ve vlaku (Tågmysteriet), vyd. Egmont, Praha, 2013, přeložil David Hadroušek
- Záhada v novinách (Tidningsmysteriet), vyd. Egmont, Praha, 2013, přeložil David Hadroušek

Později začala Helena Willisová psát vlastní knihy, které doplňovala svými ilustracemi. Dětskými hrdiny zde jsou Olga a Stefan. Tyto knihy do češtiny přeloženy nebyly. Na knize Kaninkostymen, která byla ve Švédsku publikovaná v roce 2008, se podílela společně s Perem Gustavssonem, a to jak na textu, tak i na ilustracích.
Helena Willisová v převážné většině tvoří pro děti ve věku 7–9 let, výjimečně i pro starší děti. Příkladem je sbírka krátkých hororových historek pro děti nad 10 let od Ulfa Palmenfelta s názvem Požíračka mrtvol a jiné příšerné historky (Tugga på lik och andra hiskliga historier), kterou Helena Willisová doprovodila kresbami. V českém překladu Daniely Krolupperové ji vydalo nakladatelství Albatros v roce 2005.

## Vyznamenání a ocenění
- 2005 – cena Spårhunden a Bokjuryn v kategorii pro čtenáře ve věku 7–9 let za knihu Tidningsmysteriet ze série Detektivní kancelář Lasse & Maja, společně s Martinem Widmarkem.[5]
- 2006 – cena Svenska teckares Kolla (2. místo) za knihu Olga kastar lasso.[2] [6]
- 2010 – cena Bokjuryn za knihu Campingmysteriet ze série Detektivní kancelář Lasse & Maja, společně s Martinem Widmarkem.[7]
- Za knihy ze série Detektivní kancelář Lasse & Maja byla Helena Willisová oceněna spolu s Martinem Widmarkem ještě několikrát, naposledy v roce 2016 za titul Fängelsemysteriet.[2]